# Esbarres
Esbarres és un municipi francès, situat al departament de la Costa d'Or i a la regió de Borgonya - Franc Comtat. L'any 2007 tenia 748 habitants.

## Demografia

### Població
El 2007 la població de fet d'Esbarres era de 748 persones. Hi havia 272 famílies, de les quals 68 eren unipersonals (36 homes vivint sols i 32 dones vivint soles), 72 parelles sense fills, 108 parelles amb fills i 24 famílies monoparentals amb fills.
La població ha evolucionat segons el següent gràfic:
Habitants censats

### Habitatges
El 2007 hi havia 331 habitatges, 280 eren l'habitatge principal de la família, 36 eren segones residències i 15 estaven desocupats. 324 eren cases i 5 eren apartaments. Dels 280 habitatges principals, 239 estaven ocupats pels seus propietaris, 29 estaven llogats i ocupats pels llogaters i 12 estaven cedits a títol gratuït; 13 tenien dues cambres, 44 en tenien tres, 70 en tenien quatre i 153 en tenien cinc o més. 188 habitatges disposaven pel capbaix d'una plaça de pàrquing. A 120 habitatges hi havia un automòbil i a 129 n'hi havia dos o més.

### Piràmide de població
La piràmide de població per edats i sexe el 2009 era:
| Homes | Edats   | Dones |
| ----- | ------- | ----- |
| 0     | 95 o +  | 0     |
| 0     | 90 a 94 | 16    |
| 0     | 85 a 89 | 4     |
| 4     | 80 a 84 | 4     |
| 8     | 75 a 79 | 16    |
| 16    | 70 a 74 | 24    |
| 32    | 65 a 69 | 12    |
| 8     | 60 a 64 | 32    |
| 16    | 55 a 59 | 12    |
| 16    | 50 a 54 | 16    |
| 20    | 45 a 49 | 8     |
| 32    | 40 a 44 | 36    |
| 12    | 35 a 39 | 16    |
| 40    | 30 a 34 | 16    |
| 8     | 25 a 29 | 16    |
| 8     | 20 a 24 | 12    |
| 12    | 15 a 19 | 36    |
| 24    | 10 a 14 | 0     |
| 16    | 5 a 9   | 24    |
| 28    | 0 a 4   | 28    |

## Economia
El 2007 la població en edat de treballar era de 431 persones, 314 eren actives i 117 eren inactives. De les 314 persones actives 288 estaven ocupades (162 homes i 126 dones) i 26 estaven aturades (9 homes i 17 dones). De les 117 persones inactives 50 estaven jubilades, 29 estaven estudiant i 38 estaven classificades com a «altres inactius».

### Ingressos
El 2009 a Esbarres hi havia 286 unitats fiscals que integraven 776 persones, la mediana anual d'ingressos fiscals per persona era de 16.274 €.

### Activitats econòmiques
Dels 19 establiments que hi havia el 2007, 2 eren d'empreses extractives, 2 d'empreses alimentàries, 2 d'empreses de fabricació d'altres productes industrials, 3 d'empreses de construcció, 3 d'empreses de comerç i reparació d'automòbils, 1 d'una empresa de transport, 3 d'empreses de serveis, 1 d'una entitat de l'administració pública i 2 d'empreses classificades com a «altres activitats de serveis».
Dels 4 establiments de servei als particulars que hi havia el 2009, 2 eren paletes, 1 electricista i 1 perruqueria.
Els 2 establiments comercials que hi havia el 2009 eren botiges de menys de 120 m².
L'any 2000 a Esbarres hi havia 13 explotacions agrícoles.

## Equipaments sanitaris i escolars
El 2009 hi havia 1 escola maternal i 1 escola elemental.

## Poblacions més properes
El següent diagrama mostra les poblacions més properes.